# Вулиці Золочева (селища)
Урбаноніми смт Золочів, центру однойменного району Харківської області.
| Назва урбаноніма               | Короткі відомості про урбанонім                                                                                                  | Координати (початок-кінець) | Зображення |
| ------------------------------ | --- | --------------------------- | ---------- |
| В'їзд Журавлиний               | |                             |            |
| В'їзд Миколаївський            | |                             |            |
| В'їзд Молодіжний               | |                             |            |
| В'їзд Разіна                   | |                             |            |
| Вулиця 1 Травня                | На вулиці розташована середня школа № 3                                                                                          |                             |            |
| Вулиця 6 Серпня                | |                             |            |
| Вулиця 8 Березня               | На вулиці розташована дитячо-юнацька спортивна школа, дитячий садок № 2, будинок дитячої та юнацької творчості                   |                             |            |
| Вулиця Академіка Павлова       | Названа на честь фізіолога, лауреата Нобелівської премії в галузі медицини і фізіології Івана Павлова                            |                             |            |
| Вулиця Благодатна              | |                             |            |
| Вулиця Броненосця Потьомкіна   | |                             |            |
| Вулиця Боброва                 | |                             |            |
| Вулиця Богдана Хмельницького   | На вулиці розташований золочівський молокозавод                                                                                  |                             |            |
| Вулиця Визволителів            | |                             |            |
| Вулиця Вишнева                 | |                             |            |
| Вулиця Вознесенська            | |                             |            |
| Вулиця Вокзальна               | |                             |            |
| Вулиця Гагаріна                | |                             |            |
| Вулиця Гоголя                  | |                             |            |
| Вулиця Горького                | |                             |            |
| Вулиця Громадянська            | |                             |            |
| Вулиця Дачна                   | |                             |            |
| Вулиця Дружби                  | |                             |            |
| Вулиця Журавлина               | |                             |            |
| Вулиця Зарічна                 | |                             |            |
| Вулиця Затишна                 | |                             |            |
| Вулиця Зінченка                | |                             |            |
| Вулиця Злагоди                 | |                             |            |
| Вулиця Золочівська             | |                             |            |
| Вулиця Каденюка                | |                             |            |
| Вулиця Калинова                | |                             |            |
| Вулиця Каштанова               | |                             |            |
| Вулиця Квітучна                | |                             |            |
| Вулиця Комарова                | |                             |            |
| Вулиця Коника                  | На вулиці розташована золочівська автостанція та центральна районна аптека                                                       |                             |            |
| Вулиця Конституції             | |                             |            |
| Вулиця Корольова               | |                             |            |
| Вулиця Кравченко               | |                             |            |
| Вулиця Кренкеля                | |                             |            |
| Вулиця Кущова                  | |                             |            |
| Вулиця Лесі Українки           | |                             |            |
| Вулиця Леваневського           | |                             |            |
| Вулиця Літвінова               | |                             |            |
| Вулиця Лобаса                  | |                             |            |
| Вулиця Ломоносова              | |                             |            |
| Вулиця Лугова                  | |                             |            |
| Вулиця Макаренка               | |                             |            |
| Вулиця Матлаєва                | |                             |            |
| Вулиця Мотросова               | |                             |            |
| Вулиця Маяковського            | |                             |            |
| Вулиця Миколаївська            | |                             |            |
| Вулиця Миру                    | |                             |            |
| Вулиця Мічуріна                | |                             |            |
| Вулиця Набережна               | |                             |            |
| Вулиця Нансена                 | |                             |            |
| Вулиця Народна                 | |                             |            |
| Вулиця Незалежності            | |                             |            |
| Вулиця Некрасова               | |                             |            |
| Вулиця Онуфрієнко              | |                             |            |
| Вулиця Паризьких Комунарів     | На вулиці розташовані ДЮСШ ФСО «Колос» та середня школа № 2                                                                      |                             |            |
| Вулиця Перемоги                | На вулиці розташовані Золочівський історико-краєзнавчий музей, центральна районна бібліотека, районний будинок культури          |                             |            |
| Вулиця Петровського            | |                             |            |
| Вулиця Підгірна                | На вулиці розташований дитячий будинок змішаного типу                                                                            |                             |            |
| Вулиця Подільська              | |                             |            |
| Вулиця Польова                 | |                             |            |
| Вулиця Пушкіна                 | На вулиці розташований Свято-Вознесенський храм УПЦ МП                                                                           |                             |            |
| Вулиця Привокзальна            | |                             |            |
| Вулиця Пугачова                | |                             |            |
| Вулиця Разіна                  | |                             |            |
| Вулиця Річкова                 | |                             |            |
| Вулиця Світличного             | |                             |            |
| Вулиця Сковороди               | |                             |            |
| Вулиця Слобожанська            | |                             |            |
| Вулиця Слов'янська             | |                             |            |
| Вулиця Солов'їна               | |                             |            |
| Вулиця Соснівська              | |                             |            |
| Вулиця Сонячня                 | |                             |            |
| Вулиця Стрижака                | |                             |            |
| Вулиця Танкістів               | |                             |            |
| Вулиця Толстого                | |                             |            |
| Вулиця Тупкаленка              | |                             |            |
| Вулиця Українська              | |                             |            |
| Вулиця Філатова                | На вулиці розташована центральна районна лікарня                                                                                 |                             |            |
| Вулиця Центральна              | На вулиці розташовані селищна рада, вечірня школа, гімназія № 1, типографія, районна міліція, Укртелеком і поштове відділення    |                             |            |
| Вулиця Чалого                  | |                             |            |
| Вулиця Чернишевського          | |                             |            |
| Вулиця Чехова                  | |                             |            |
| Вулиця Шевченка                | |                             |            |
| Площа Слобожанська             | На площі розташовуються Золочівська районна державна адміністрація, Золочівська районна рада, редакція міжрайонної газети «Зоря» |                             |            |
| Провулок Богдана Хмельницького | |                             |            |
| Провулок Бродівський           | |                             |            |
| Провулок Вергуна               | |                             |            |
| Провулок Вишневий              | |                             |            |
| Провулок В'їзний               | |                             |            |
| Провулок Вокзальний            | |                             |            |
| Провулок Гагаріна              | |                             |            |
| Провулок Дуванський            | |                             |            |
| Провулок Зарічний              | |                             |            |
| Провулок Земляний              | |                             |            |
| Провулок Квартальний           | |                             |            |
| Провулок Клубний               | |                             |            |
| Провулок Ковальський           | |                             |            |
| Провулок Козацький             | |                             |            |
| Провулок Комарова              | |                             |            |
| Провулок Космічний             | |                             |            |
| Провулок Левченка              | |                             |            |
| Провулок Ленський              | |                             |            |
| Провулок Лермонтова            | У провулку розташований дитячий садок № 1                                                                                        |                             |            |
| Провулок Лікарняний            | |                             |            |
| Провулок Літвінова             | |                             |            |
| Провулок Льодяний              | |                             |            |
| Провулок Макарівський          | |                             |            |
| Провулок Матлаєва              | |                             |            |
| Провулок Миколаївський         | |                             |            |
| Провулок Молодіжний            | |                             |            |
| Провулок Новий                 | |                             |            |
| Провулок Новоселівський        | |                             |            |
| Провулок Охотничий             | |                             |            |
| Провулок Паризьких Комунарів   | |                             |            |
| Провулок Північний             | |                             |            |
| Провулок Підгірний             | |                             |            |
| Провулок Полярний              | |                             |            |
| Провулок Постишева             | |                             |            |
| Провулок Пугачова              | |                             |            |
| Провулок Радянський            | |                             |            |
| Провулок Річковий              | |                             |            |
| Провулок Родніковий            | |                             |            |
| Провулок Середній              | |                             |            |
| Провулок Серьогіна             | |                             |            |
| Провулок Сінний                | |                             |            |
| Провулок Сквозний              | |                             |            |
| Провулок Сковороди             | |                             |            |
| Провулок Слов'янський          | |                             |            |
| Провулок Сонячний              | |                             |            |
| Провулок Спортивний            | |                             |            |
| Провулок Сухий                 | |                             |            |
| Провулок Шевченка              | |                             |            |
| Провулок Шкільний              | У провулку розташована дитяча музична школа                                                                                      |                             |            |
| Проїзд Разіна                  | |                             |            |